# Вудраф (Јужна Каролина)
Вудраф (енгл. Woodruff) град је у америчкој савезној држави Јужна Каролина.

## Демографија
По попису из 2010. године број становника је 4.090, што је 139 (-3,3%) становника мање него 2000. године.
| Група             | 2000.         | 2010.         |
| Белци             | 2.835 (67,0%) | 2.638 (64,5%) |
| Афроамериканци    | 1.172 (27,7%) | 1.031 (25,2%) |
| Азијати           | 6 (0,1%)      | 15 (0,4%)     |
| Хиспаноамериканци | 158 (3,7%)    | 313 (7,7%)    |
| Укупно            | 4.229         | 4.090         |